# Équatoria-Occidental
Pour les articles homonymes, voir Équatoria (homonymie).
L'Équatoria-Occidental (en anglais : Western Equatoria) est un État fédéré du Soudan du Sud.
Sa capitale est Yambio.
Les autres villes importantes sont : Maridi, Nzara, Tambura, Izo et Mundri.

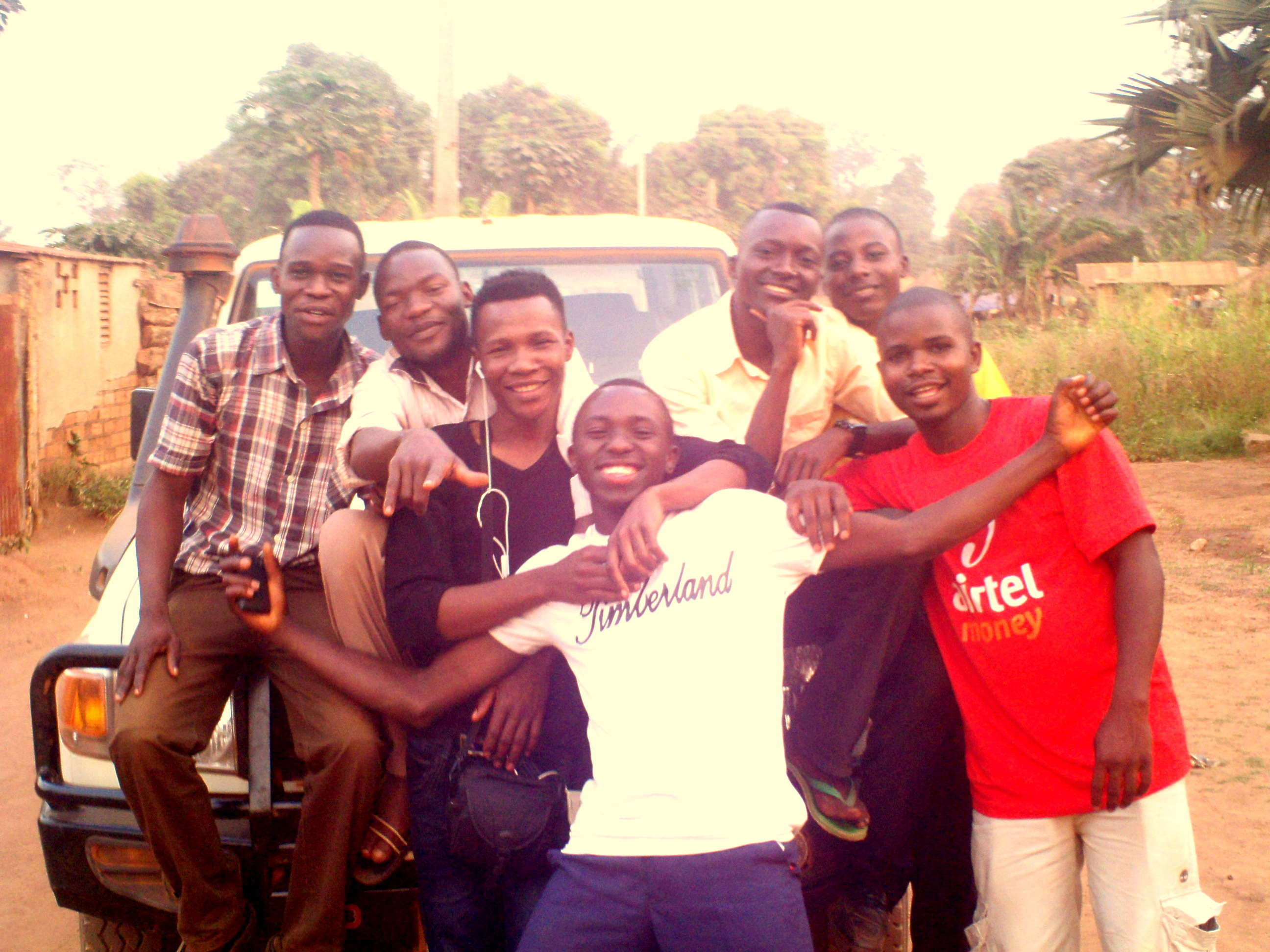
Jeunesse de Yambio

## Comtés
L'État est subdivisé en 10 Comtés :
- Comté de Yambio
- Comté de Nzara
- Comté d'Ibba
- Comté d'Ezo
- Comté de Mundri East
- Comté de Tambora
- Comté de Mundri West
- Comté de Mvolo
- Comté de Najero
- Comté de Mundri